# 알프레트 폰 슐리펜
알프레트 폰 슐리펜 백작(Alfred Graf von Schlieffen, 1833년 2월 28일 베를린에서 출생 ~ 1913년 1월 4일 에벤다에서 사망)은 독일 제국의 육군 원수였다. 제1차 세계대전 초반에 독일군의 작전 계획인 "슐리펜 작전"의 고안자로 알려져 있다.

## 생애
1833년 2월에 베를린에서, 프로이센 육군 소장의 아들로서 태어났다. 1854년에 군에 입대했고, 1863년에 참모본부에서 근무한다. 1866년 보오전쟁 때에는 대위, 1870년~1871년의 보불전쟁에 참모 장교(소령)으로서 참전했다. 그 후 근위 우란연대장이나 참모본부 근무를 맡는다. 1884년에 참모본부 국장에 취임했다. 1888년 참모본부 차장, 1891년에 알프레트 폰 발더제의 뒤를 이어서 참모총장이 되었다. 1903년에 상급대장으로 승진했다.
1905년에 가상적국 러시아 제국과 프랑스에 대한 작전 계획인 "슐리펜 작전"을 고안했다. 이 계획은 대 몰트케나 발더제의 기본 계획을 구체화한 것이었다. 러시아와 프랑스 양국과의 이정면 전쟁을 피하기 위해, 개전 후 전력을 다해서 단기간 프랑스 공략을 노렸고, 이어서 철도 수송을 구사해서 부대를 동쪽으로 수송해서 남은 적 러시아를 공격한다는 계획이었다. 이 계획을 실현하기 위해, 슐리펜 이후의 독일군은 이동가능한 중포의 배치나, 수송부대를 중심으로 하는 병참의 충실에 힘을 쏟았다. 이 계획은 제1차 세계대전 초기에 변경된 형태로 실행되지만, 슐리펜의 계획과는 달리 독일군의 진격은 마른 회전에서 좌절되었고, 이후는 슐리펜이 상정하지 않았던 참호전·총력전으로 옮겨지게 된다. 슐리펜은 군사령관이라기보다도 작전 이론가의 성격이 강했다.
슐리펜 작전 발표 다음해인 1906년에 예비역으로 편입되었다. 그 후에도 개인적으로 슐리펜 작전의 개정을 계속했고, 1911년에 원수로 진급했지만, 순수하게 명예적인 조치였다. 제1차 세계대전 발발하기 전인, 1913년에 베를린에서 사망했고, 군인 묘지에 매장되었다. 묘소에는 황제 빌헬름 2세으로부터 헌화가 있었다.
슐리펜의 유언으로서, 슐리펜 작전과 관련된 "나에게 강한 우익을!(Macht mir den rechten Flügel stark!)"말이 널리 알려져 있다. 슐리펜이 프랑스 공격 계획에서 벨기에를 통과하는 독일군 우익을 가장 중시하여 항시 이 말을 했던 것은 사실이지만, 주치의인 로프스 군의관의 회고록에 따르면, 병석에 있는 슐리펜은 군사나 역사, 정치, 가족 등을 갈피를 잡지 못하고 말하는 상태였고, 실제로 "최후의 말"이라는 것은, 자신의 병상을 냉정하게 분석한 "작은 원인이 큰 결과를 부른다(Kleine Ursachen, große Wirkungen)"이라는 것이었다고 한다.

## 같이 보기
- 슐리펜 작전
- 푸르 르 메리트(독일어)
- 검은 독수리 훈장(Schwarzer-adler-orden)
- 참모본부

| 전임 알프레트 폰 발더제 | 제3대 독일 제국 장군참모장 1892년 2월 7일 – 1906년 1월 1일 | 후임 헬무트 요하네스 루트비히 폰 몰트케 |